# Petra Lang
Petra Lang (Francoforte sul Meno, 29 novembre 1962) è un soprano tedesco.

## Biografia
Dopo gli studi di violino, ha studiato canto a Darmstadt e a Magonza e si è perfezionata con Hans Hotter, Dietrich Fischer-Dieskau, Brigitte Fassbaender e Peter Schreier.

### Ruoli lirici
È stata membro del Theater Basel dal 1990 e dal 1992 al 1995 ha lavorato al Theater Dortmund, affrontando molti ruoli da mezzosoprano lirico. È stata Tamiri in Il re pastore di Mozart alla Nederlandse Opera Amsterdam, Virtù nell'Incoronazione di Poppea al Festival di Salisburgo, Fenena nel Nabucco al Bregenzer Festspiele e Flora nella Traviata al Festival di Zurigo.
Dalla stagione 1994/95, volse la sua attenzione al repertorio wagneriano, interpretando Fricka e Waltraute nella Tetralogia a Dortmund. DAle 1995 al 1997 è stata allo Staatstheater Braunschweig, dove apparve come  Brangäne in Tristano e Isotta, Judith nel Castello di Barbablù, Marie nel Wozzeck ed Eboli nel Don Carlos.
Dal 2012, ha iniziato a cantare da soprano..
È stata premiata con due Grammy awards nel 2002 per la sua interpretazione di Cassandra in Les Troyens di Hector Berlioz in una registrazione live del 2000 con la London Symphony Orchestra diretta da Colin Davis.
Lang si è esibita al Festival di Bayreuth per la prima volta nel 2005 nel ruolo di Brangäne nel Tristano e Isotta. Nel 2011 è stata Ortrud nel Lohengrin con la regia di Hans Neuenfels. Nel 2016, ha cantato il ruolo di Isotta nella produzione di Katharina Wagner diretta da Christian Thielemann.

### Repertorio da concerto
Lang ha registrato le parti di contralto nelle cantate dell'Avvento di Johann Sebastian Bach con John Eliot Gardiner nel 1992. Ha cantato nella Terza sinfonia di Mahler at the Royal Festival Hall il 12 dicembre 2007 con i London Philharmonic Choir e Orchestra, diretti da Gennadij Roždestvenskij. Ha poi eseguito l'opera nuovamente nel 2016 a Friburgo con la Southwest German Radio Symphony Orchestra.

## Discografia parziale
- Bach, Cantate per l'Avvento - Gardiner/Monteverdi Choir/EBS, 1992 Archiv Produktion
- Beethoven: Symphony No 9 - Philippe Herreweghe/Dietrich Henschel, 1998 Harmonia Mundi
- Beethoven: Symphony No 9 - Paavo Järvi/Matthias Goerne, 2010 RCA
- Berlioz: Les Troyens - London Symphony Chorus/London Symphony Orchestra/Michelle DeYoung/Petra Lang/Sara Mingardo/Sir Colin Davis (direttore d'orchestra), 2001 LSO - Grammy Award for Best Opera Recording, Grammy Award al miglior album di musica classica e Gramophone Award 2002
- Mahler, Sinf. n. 2 - Chailly/CGO, 2001 Decca
- Mahler: Symphony No. 3 - Riccardo Chailly/Royal Concertgebouw Orchestra, 2004 Decca
- Mozart: Le nozze di Figaro - Ann Murray/Anton Scharinger/Barbara Bonney/Charlotte Margiono/Chorus of De Nederlandse Opera/Christoph Späth/Isabel Rey/Kevin Langan/Kurt Moll/Nikolaus Harnoncourt/Petra Lang/Philip Langridge/Royal Concertgebouw Orchestra/Thomas Hampson (cantante), 1994 Teldec

## DVD
- Wagner: Lohengrin (Bayreuth Festival, 2011) - Andris Nelsons, Opus Arte